# Kingston-upon-Thames
|  | Aquest article tracta sobre el barri dins del districte. Vegeu-ne altres significats a «Kingston upon Thames». |

Kingston-upon-Thames és el principal barri del districte Royal Borough Kinston upon Thames de l'àrea metropolitana de Londres, al Regne Unit. Fou l'antic mercat de la ciutat, l'esplanada on els reis anglosaxons eren coronats, i va ser durant força anys la seu del parlament del comtat de Surrey (Surrey County Hall).

## Orígens

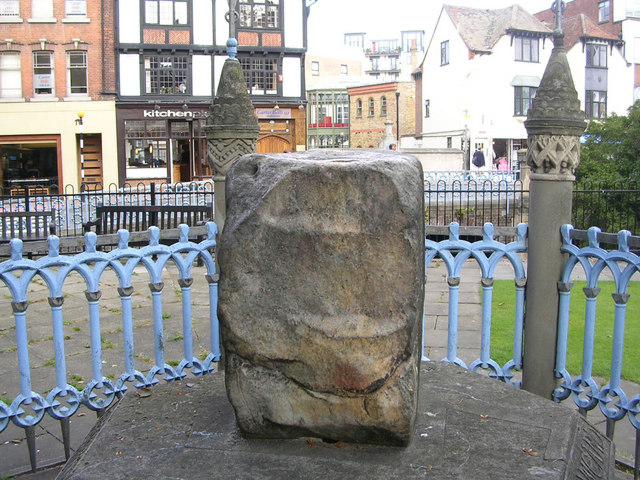
Pedra de la coronació.

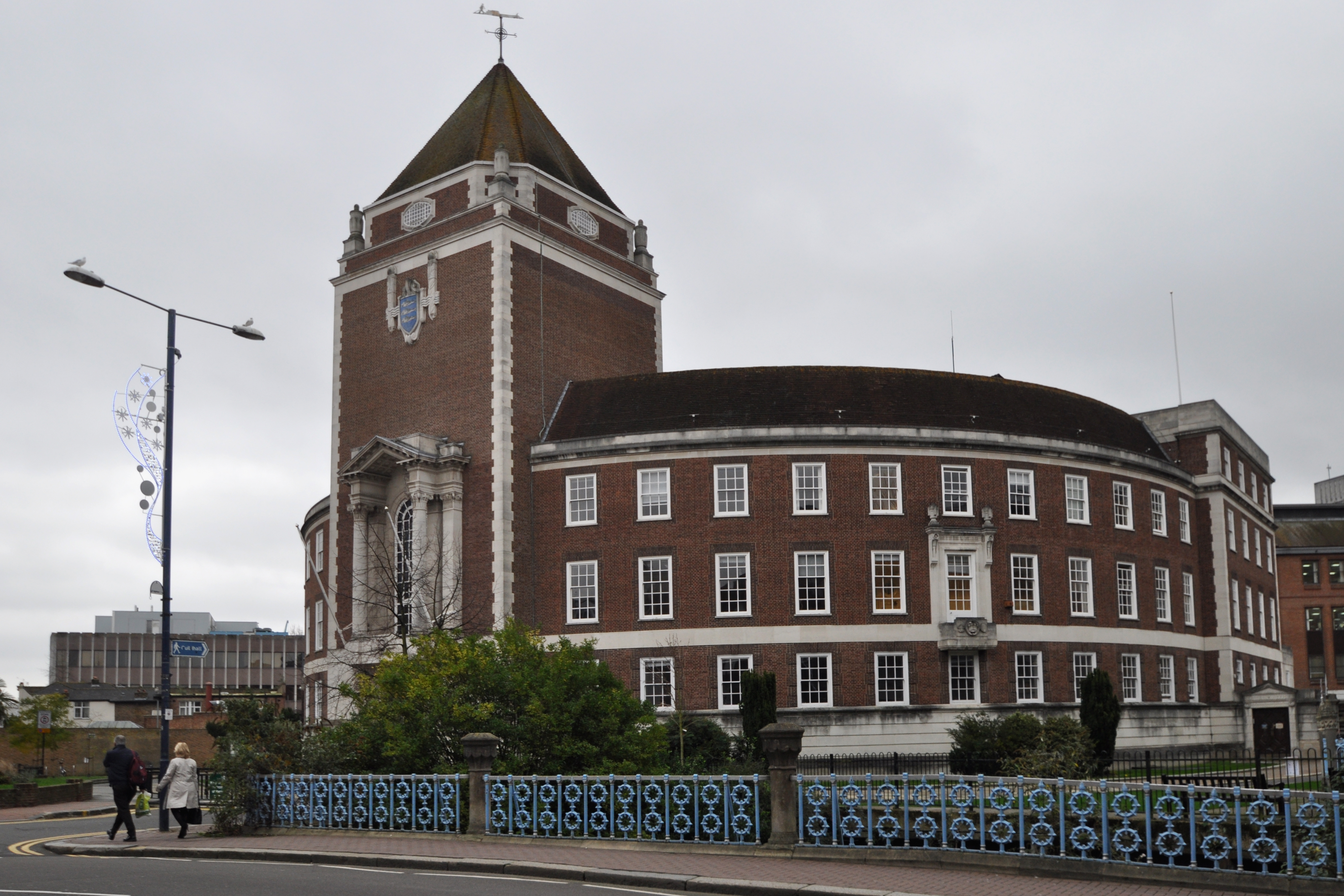
Exterior del Guildhall, l'ajuntament actual.

Antigament era una ciutat, però el seu nom consta escrit de diferents maneres al llarg de la història: Cyninges tun el 838, Chingestune el 1086, Kingeston el 1164, Kyngeston super Tamisiam el 1321 i Kingestowne upon Thames el 1589. El nom vol dir «La vil·la reial», perquè abans de ser una ciutat va ser on estava la residència d'alguns reis. El primer esment en documents és de l'any 838 amb relació a una trobada entre Egbert de Wessex i Ceolnoth, arquebisbe de Canterbury. Kingston estava situada en la frontera entre els antics regnes de Wessex i Mèrcia, fins a començaments del segle X quan el rei Etelstan va unir ambdós territoris per formar el regne d'Anglaterra. Probablement per la seva situació cèntrica va ser escollit per diversos reis com a lloc per fer la coronació: Etelstan el 925, Edred el 946 i Etelred el 979. Altres reis que potser es van coronar aquí són: Eduard el Vell el 902, Edmund I el 939, Eduí el Bell el 956, Edgard el Pacífic vers el 960 i Eduard el Màrtir el 975. Es creu que posteriorment les coronacions es van fer a la capella de santa Maria, que es va esfondrar l'any 1730. De les ruïnes d'aquella capella es conserva una pedra que probablement era la de les coronacions. Va estar durant un temps decorant la plaça davant l'ajuntament però actualment es troba a resguard, davant el Guildhall, un gran saló per a reunions.

## Desenvolupament econòmic
Durant bona part del segle xx, Kingston va ser un centre d'enginyeria aèria militar, especialitzat en empreses dedicades a la construcció d'avions de combat: Sopwith Aviation, H G Hawker Engineering, Hawker Aircraft, Hawker Siddeley i finalment British Aerospace. Aquí es van crear avions i es va renovar el disseny d'altres models ja existents: Sopwith Camel, Hawker Fury, Hurricane, Hunter i Harrier. Actualment es poden veure exemples d'aquests avions al Brooklands Museum situat en el districte proper de Weybridge. Personalitats del món de l'aviació van treballar aquí: Sydney Camm, Harry Hawker i Tommy Sopwith. La darrera companyia que va tancar fou la British Aerospace l'any 1992; part del lloc que ocupaven les fàbriques es va aprofitar per construir cases, un centre comunitari i un complex esportiu. L'escola d'enginyeria Kingston Polytechnic s'ha transformat en la Kingston University.

## Administració
En l'època dels hundreds, Kinston va ser un municipi que estava subdividit en 8 barris: Hook, Kew, New Malden, Petersham, Richmond, Surbiton, Thames Ditton i East Molesey.
L'any 1200 el rei Joan va concedir a Kinston la carta de reconeixement com a vila, però el document més antic que es conserva data del 1208. Altres reis van escriure documents oficials en què feien concessions al municipi, entre aquests hi ha un d'Eduard IV en què dona a Kinston l'estatus de burg el 1481. Aquest burg ocupava un espai molt inferior al de l'antiga vila però vers el 1894 va recuperar una extensió idèntica a la que havia tingut. El burg va acabar reformat per una llei del 1835 (Municipal Corporations Act), amb el nom oficial de Municipal Borough of Kingston-upon-Thames (escrit llavors amb guinets). La gent, però, afegia la paraula Royal al nom, cosa que va quedar confirmada oficialment en època del rei Jordi V l'any 1927. Kingston upon Thames va ser la seu de les oficines del comtat de Surrey (Surrey County Council) fins que es van traslladar a Newington el 1893.
El 1965 es va organitzar l'àrea metropolitana de Londres (Greater London) i es va abolir el municipi de Kinston que en va quedar incorporat com un districte més. La reina Elisabeth II va donar permís per continuar fent servir el títol de vila reial al nou barri.

## Desenvolupament urbanístic

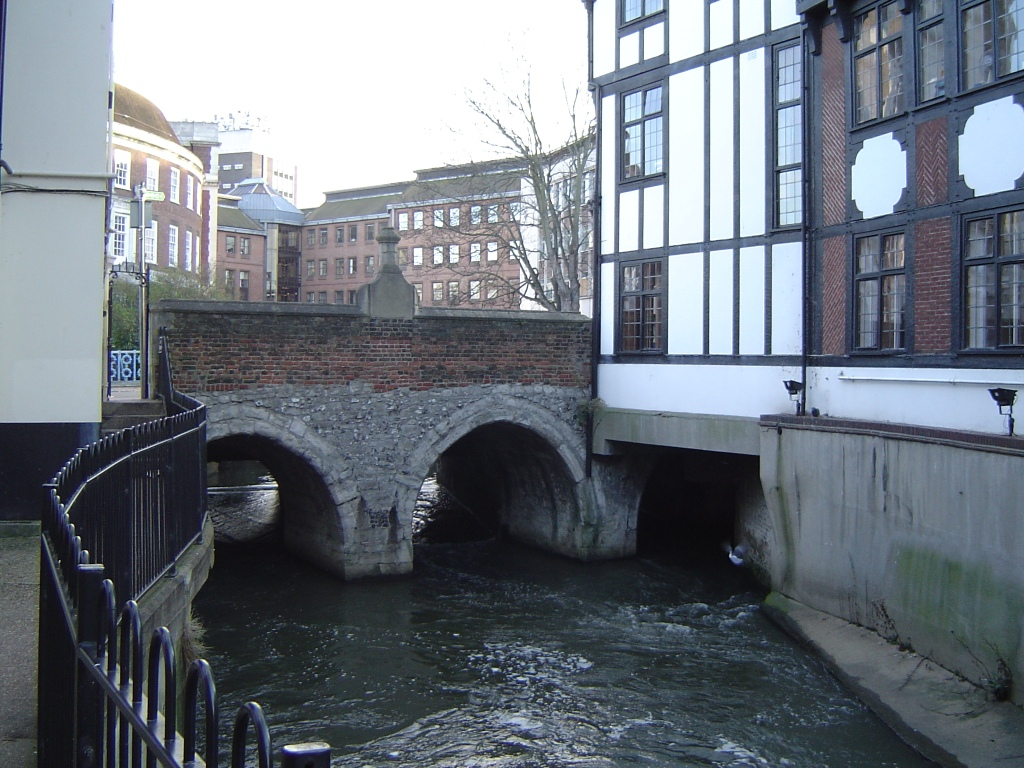
Pont Clattern de Kingston.

Kingston es va construir en el primer punt per travessar el riu Tàmesi després del pont de Londres i encara es conserva un pont en el mateix indret. Kingston va estar habitat en època romana i després va prendre la forma d'una vil·la reial, en part residència i en part hisenda particular del casal de Wessex. En aquest lloc van haver diverses reunions de les corts (per exemple el 838, convocades per Egbert de Wessex), per tant el lloc devia tenir capacitat per rebre força convidats. Al Domesday Book es diu que el rei Guillem el Conqueridor havia heretat la propietat i segons la descripció hi havia: una església, cinc molins, quatre llocs per pescar, 27 parcel·les per llaurar, 40 acres (160.000 m²) de terres de pastura, i un bosc el valor del qual era equiparable al de sis truges. La renda que s'obtenia per l'explotació d'aquesta hisenda era de £31,5.
El 1730 l'església es va esfondrar i en l'accident van quedar sepultats el sagristà, la seva filla i una altra persona. La filla va sobreviure i va substituir el pare en les seves funcions.
De Kingston s'escollien membres per estar representada en els primers parlaments, fins que a petició dels habitants se'ls va alliberar d'aquesta responsabilitat. Una altra església, dedicada a l'advocació de santa Maria Magdalena, anomenada The Lovekyn Chapel, encara existeix. Aquesta església es va edificar el 1309 per desig d' Edward Lovekyn, que fou batlle de Londres. És l'única església privada que va sobreviure als canvis introduïts per la reforma anglicana.
El 1875 es va establir un destacament militar permanent al burg (The Barracks).

## Cultura
El gener del 2008 es va inaugurar el teatre Rose, amb capacitat per 899 espectadors. A l'església de Tots els Sants hi ha un orgue Frobenius i s'hi ofereixen regularment concerts de coral.
El barri llueix una escultura de David Mach, anomenada Out of Order que està feta amb cabines de telèfon.
Durant els Jocs Olímpics d'Estiu de 2012 s'hi van realitzar dues de les competicions de ciclisme.

## Agermanaments
Kingston upon Thames té relacions d'agermanament amb:
- Delft (Països Baixos)
- Oldenburg (Alemanya)